# Lydiard (Schiff)
Die Lydiard, auch HMS Lydiard, war ein Zerstörer der Laforey-Klasse der britischen Marine, der an der Skagerrakschlacht im Ersten Weltkrieg teilnahm.

## Baugeschichte
Die Lydiard gehörte zu den zweiundzwanzig ölangetriebenen Zerstörern der Laforey-Klasse oder L-Klasse der Royal Navy, der letzten vor dem Ersten Weltkrieg in Auftrag gegebenen Klasse, die auf acht Werften von 1912 bis 1915 gebaut wurden. Sie war die erste Klasse, in der die 1913 durchgeführte Klassifizierung nach Buchstaben auch in den Namen übernommen wurde. Ihre Mitglieder erhielten am 30. September 1913 einen Namen, der mit dem Buchstaben L begann. Nur die ersten sieben waren unter ihren ursprünglich vorgesehenen Namen zu Wasser gekommen.
Die Lydiard wurde am 14. Dezember 1912 unter der Baunummer 492 bei der Fairfield Shipbuilding & Engineering Company in Govan als Waverley begonnen. Fairfield hatte schon den modifizierten „Musterzerstörer“ der neuen Klasse, Fortune der Acasta-Klasse (ab September 1913 K-Klasse), unter der Baunummer 488 gebaut und dann vier Aufträge für Zerstörer der neuen Klasse aus dem Haushalt 1912 erhalten. Unter den Baunummern 489 bis 491 entstanden bei Fairfield das Typschiff Laforey (vom Stapel am 28. März 1913 noch als Florizel) und die abweichend mit Brown-Curtis-Turbinen ausgerüsteten Schwesterschiffe Lawford (ex-Ivanhoe) und Louis (ex-Talisman). Die Lydiard lief am 26. Februar 1914 vom Stapel und wurde am 10. Juni 1914 in Dienst gestellt.

## Einsatzgeschichte
Wie ihre 21 Schwesterschiffe diente die Lydiard zuerst in der 3. Zerstörerflottille (ab 1916 9. Flottille) in Harwich.
Im Seegefecht bei Helgoland am 28. August 1914 soll sie einen Torpedotreffer auf der Mainz erzielt haben. Mit der 3. Zerstörerflottille und der „Harwich Force“ waren die Zerstörer der Laforey-Klasse häufig im Einsatz gegen deutsche Flottenvorstöße (wie die Beschießungen von Yarmouth am 3. November und am 16. Dezember von Scarborough, Hartlepool und Whitby durch die deutschen Schlachtkreuzer) und sicherten britische Vorstöße (wie den Luftangriff auf Cuxhaven).
Am Gefecht auf der Doggerbank am 24. Januar 1915 war sie im Verband der 3. Flottille mit dem Kreuzer Undaunted als Flottillenführer und elf Schwesterschiffen (Lookout, Lysander, Landrail, Laurel, Liberty, Laertes, Lucifer, Lawford, Louis, Legion und Lark) beteiligt, ohne aktiv in das Gefecht einzugreifen. Im Laufe des Jahres wurde die Lydiard mit dem Schwesterschiff Louis zum Dardanellenfeldzug ins Mittelmeer abgeordnet. Die Louis ging dort am 31. Oktober 1915 als erstes Boot der Klasse verloren, als sie in der Bucht von Suvla auflief und von türkischer Artillerie vernichtet wurde.
An der Schlacht vor dem Skagerrak am 31. Mai und 1. Juni 1916 nahmen nur Teile der Harwich Force in einer kombinierten Flottille (Boote der 9. und 10. Flottille) als Sicherung des 2. Schlachtkreuzergeschwaders (New Zealand, Indefatigable) unter Konteradmiral William Pakenham teil. Die Lydiard diente als Flottillenführer der Sicherung unter Commander M.L. Goldsmith, der auch die Schwesterschiffe Landrail, Laurel und Liberty angehörten.
Ab 1917 wurde die Lydiard, wie ihre Schwesterschiffe, vor allem zu Geleitschutzaufgaben im Kanal eingesetzt. Der Zerstörer wurde am 5. November 1921 zusammen mit der Liberty und der Lance nach Granton, Edinburgh, zum Abbruch verkauft.